# Guglielmo d'Assia-Kassel
Guglielmo d'Assia-Kassel (Wiesbaden, 24 dicembre 1787 – Copenaghen, 5 settembre 1867) fu governatore di Copenaghen.

## Biografia
Guglielmo era il primogenito di Federico d'Assia-Kassel, e di sua moglie, Carolina di Nassau-Usingen, figlia del principe Carlo Guglielmo di Nassau-Usingen. Il padre si era trasferito in Danimarca a seguito del divorzio dei genitori, e con la madre e gli altri fratelli si recò presso la zia Luisa di Hannover, regina di Danimarca.
Fu generale del 2º reggimento di fanteria e, in seguito, generale dell'esercito danese e governatore di Copenaghen.
Nel 1837 successe al padre e con i suoi fratelli ereditò il castello di Rumpenheimer. In conformità con le volontà del padre, iniziò sotto Guglielmo la tradizione del "Rumpenheimer family day", dove la famiglia si riuniva, ogni due anni, per un incontro presso il castello. Questa era un'occasione importante per i discendenti di Guglielmo, la cui maggior parte erano monarchi europei del XIX e XX secolo.

## Matrimonio
Sposò, il 10 novembre 1810, la principessa Luisa Carlotta di Danimarca, figlia del principe ereditario Federico di Danimarca e Norvegia e di Sofia Federica di Meclemburgo-Schwerin. Ebbero sei figli:
- Carolina Federica Maria Guglielmina (1811-1829);
- Maria Luisa Carlotta (1814-1895), sposò il principe Federico Augusto di Anhalt-Dessau;
- Luisa (1817-1898), sposò Cristiano IX di Danimarca;
- Federico Guglielmo (1820-1884), sposò in prime nozze Aleksandra Nikolaevna Romanova e in seconde nozze Anna di Prussia;
- Augusta Federica (1823-1899), sposò il barone danese Carl Frederik von Blixen-Finecke;
- Sofia Guglielmina (18 gennaio-20 dicembre 1827).

## Ascendenza
|                                         |                         |                                                                       | Genitori                                  |  |  | Nonni |  |  | Bisnonni                      |  |  | Trisnonni              |  |
|                                         |                         |                                                                       |                                           |  |  |       |  |  | Guglielmo VIII d'Assia-Kassel |  |  | Carlo I d'Assia-Kassel |  |
|                                         |                         |                                                                       |                                           |  |  |       |  |  | Guglielmo VIII d'Assia-Kassel |  |  | Carlo I d'Assia-Kassel |  |
|                                         |                         | Amalia di Curlandia                                                   |                                           |  |  |       |  |  | Guglielmo VIII d'Assia-Kassel |  |  |                        |  |
| Federico II d'Assia-Kassel              |                         |                                                                       |                                           |  |  |       |  |  | Guglielmo VIII d'Assia-Kassel |  |  |                        |  |
|                                         |                         | Dorotea Guglielmina di Sassonia-Zeitz                                 | Maurizio Guglielmo di Sassonia-Zeitz      |  |  |       |  |  |                               |  |  |                        |  |
|                                         |                         | Dorotea Guglielmina di Sassonia-Zeitz                                 | Maurizio Guglielmo di Sassonia-Zeitz      |  |  |       |  |  |                               |  |  |                        |  |
|                                         |                         | Dorotea Guglielmina di Sassonia-Zeitz                                 | Maria Amalia di Brandeburgo               |  |  |       |  |  |                               |  |  |                        |  |
| Federico d'Assia-Kassel                 |                         | Dorotea Guglielmina di Sassonia-Zeitz                                 |                                           |  |  |       |  |  |                               |  |  |                        |  |
|                                         |                         | Giorgio II di Gran Bretagna                                           | Giorgio I di Gran Bretagna                |  |  |       |  |  |                               |  |  |                        |  |
|                                         |                         | Giorgio II di Gran Bretagna                                           | Giorgio I di Gran Bretagna                |  |  |       |  |  |                               |  |  |                        |  |
|                                         |                         | Giorgio II di Gran Bretagna                                           | Sofia Dorotea di Celle                    |  |  |       |  |  |                               |  |  |                        |  |
| Maria di Hannover                       |                         | Giorgio II di Gran Bretagna                                           |                                           |  |  |       |  |  |                               |  |  |                        |  |
|                                         |                         | Carolina di Brandeburgo-Ansbach                                       | Giovanni Federico di Brandeburgo-Ansbach  |  |  |       |  |  |                               |  |  |                        |  |
|                                         |                         | Carolina di Brandeburgo-Ansbach                                       | Giovanni Federico di Brandeburgo-Ansbach  |  |  |       |  |  |                               |  |  |                        |  |
|                                         |                         | Carolina di Brandeburgo-Ansbach                                       | Eleonora Erdmuthe di Sassonia-Eisenach    |  |  |       |  |  |                               |  |  |                        |  |
| Guglielmo d'Assia-Kassel                |                         | Carolina di Brandeburgo-Ansbach                                       |                                           |  |  |       |  |  |                               |  |  |                        |  |
|                                         | Carlo di Nassau-Usingen | Guglielmo Enrico di Nassau-Usingen                                    |                                           |  |  |       |  |  |                               |  |  |                        |  |
|                                         | Carlo di Nassau-Usingen | Guglielmo Enrico di Nassau-Usingen                                    |                                           |  |  |       |  |  |                               |  |  |                        |  |
|                                         | Carlo di Nassau-Usingen | Carlotta Amalia di Nassau-Dillenburg                                  |                                           |  |  |       |  |  |                               |  |  |                        |  |
| Carlo Guglielmo di Nassau-Usingen       | Carlo di Nassau-Usingen |                                                                       |                                           |  |  |       |  |  |                               |  |  |                        |  |
|                                         |                         | Cristiana Guglielmina di Sassonia-Eisenach                            | Giovanni Guglielmo di Sassonia-Eisenach   |  |  |       |  |  |                               |  |  |                        |  |
|                                         |                         | Cristiana Guglielmina di Sassonia-Eisenach                            | Giovanni Guglielmo di Sassonia-Eisenach   |  |  |       |  |  |                               |  |  |                        |  |
|                                         |                         | Cristiana Guglielmina di Sassonia-Eisenach                            | Maddalena Sibilla di Sassonia-Weissenfels |  |  |       |  |  |                               |  |  |                        |  |
| Carolina di Nassau-Usingen              |                         | Cristiana Guglielmina di Sassonia-Eisenach                            |                                           |  |  |       |  |  |                               |  |  |                        |  |
|                                         |                         | Cristiano Carlo Reinardo di Leiningen-Dachsburg-Falkenburg-Heidesheim | Giovanni di Leiningen-Dagsburg-Falkenburg |  |  |       |  |  |                               |  |  |                        |  |
|                                         |                         | Cristiano Carlo Reinardo di Leiningen-Dachsburg-Falkenburg-Heidesheim | Giovanni di Leiningen-Dagsburg-Falkenburg |  |  |       |  |  |                               |  |  |                        |  |
|                                         |                         | Cristiano Carlo Reinardo di Leiningen-Dachsburg-Falkenburg-Heidesheim | Giovanna Maddalena di Hanau-Lichtenberg   |  |  |       |  |  |                               |  |  |                        |  |
| Carolina Felicita di Leiningen-Dagsburg |                         | Cristiano Carlo Reinardo di Leiningen-Dachsburg-Falkenburg-Heidesheim |                                           |  |  |       |  |  |                               |  |  |                        |  |
|                                         |                         | Caterina Polissena di Solms-Rödelheim                                 | Ludovico di Solms-Rödelheim               |  |  |       |  |  |                               |  |  |                        |  |
|                                         |                         | Caterina Polissena di Solms-Rödelheim                                 | Ludovico di Solms-Rödelheim               |  |  |       |  |  |                               |  |  |                        |  |
|                                         |                         | Caterina Polissena di Solms-Rödelheim                                 | Carlotta Sibilla di Ahlefeldt-Rixinger    |  |  |       |  |  |                               |  |  |                        |  |
|                                         |                         | Caterina Polissena di Solms-Rödelheim                                 |                                           |  |  |       |  |  |                               |  |  |                        |  |